# Merrimack
|  | No s'ha de confondre amb Merrimac. |

Merrimack és un poble del Comtat de Hillsborough a l'estat de Nou Hampshire (Estats Units d'Amèrica).

## Demografia
Segons el cens del 2000, Merrimack tenia 25.119 habitants, 8.832 habitatges, i 6.986 famílies. La densitat de població era de 297,5 habitants per km².
Dels 8.832 habitatges en un 41,9% hi vivien nens de menys de 18 anys, en un 68,1% hi vivien parelles casades, en un 7,8% dones solteres, i en un 20,9% no eren unitats familiars. En el 15,8% dels habitatges hi vivien persones soles el 3,8% de les quals corresponia a persones de 65 anys o més que vivien soles. El nombre mitjà de persones vivint en cada habitatge era de 2,84 i el nombre mitjà de persones que vivien en cada família era de 3,19.
Per edats la població es repartia de la següent manera: un 29% tenia menys de 18 anys, un 5,8% entre 18 i 24, un 34,2% entre 25 i 44, un 24,7% de 45 a 60 i un 6,4% 65 anys o més.
L'edat mediana era de 36 anys. Per cada 100 dones de 18 o més anys hi havia 96,7 homes.
La renda mediana per habitatge era de 68.817$ i la renda mediana per família de 72.011$. Els homes tenien una renda mediana de 51.725$ mentre que les dones 31.528$. La renda per capita de la població era de 27.748$. Entorn de l'1,2% de les famílies i l'1,9% de la població estaven per davall del llindar de pobresa.